# آلن گویورت
آلن گویورت (به انگلیسی: Alan Gewirth)، (زاده ۲۸ نوامبر ۱۹۱۲ – درگذشته ۹ مه ۲۰۰۴) فیلسوف آمریکایی، استاد فلسفه در دانشگاه شیکاگو، و نویسنده عقل و اخلاق (۱۹۷۸)، حقوق بشر: مقالاتی در مورد توجیه و کاربردها (۱۹۸۲)، جامعه حقوق (۱۹۹۶)، خودشکوفایی (۱۹۹۸) و نوشته‌های متعدد دیگر در فلسفه اخلاق و فلسفه سیاسیبود.

## سنین جوانی و تحصیل
گیورت در منهتن متولد شد و در غرب نیویورک، نیوجرسی بزرگ شد. در ژانویه ۱۹۳۰ از دبیرستان مموریال، و در سال ۱۹۳۴ از دانشگاه کلمبیا فارغ‌لتحصیل شد و از ریچارد مک‌کئون الهام گرفت تا فیلسوف شود. او ۱۹۳۶–۱۹۳۷ را در دانشگاه کرنل گذراند و سپس در دانشگاه شیکاگو تحصیل کرد. در سال ۱۹۴۲ به ارتش فراخوانده شد. پس از جنگ را در دانشگاه کلمبیا گذراند و در سال ۱۹۴۸ دکترای خود را در فلسفه دریافت کرد از سال ۱۹۴۷ به بعد در دانشگاه شیکاگو تدریس کرد.

## نظریه اخلاقی
گیورت بیش‌تر به‌دلیل خردگرایی اخلاقی شناخته شده‌است، که بر اساس آن یک اصل اخلاقی عالی، «اصل سازگاری عمومی» (PGC)، به‌عنوان یک الزام برای «درک خودعاملی» درنظر گرفته می‌شود. این اصل بیان می‌کند که هر عامل باید مطابق با حقوق عمومی خود و سایر عامل‌ها عمل کند.
بر اساس نظریه گیورت، اصل سازگاری عمومی (PGC) از واقعیت عامل انسانی، و فقط از طریق یک شیوه استدلال «از لحاظ دیالکتیکی ضروری» قابل استخراج است. این حالت «دیالکتیکی» است به این معنا که مراحل استدلال را به PGC به‌عنوان استنتاج‌های یک عامل ارائه می‌کند، نه به‌عنوان گزاره‌های صادقانه در مورد خود جهان؛ بنابراین، هر مرحله توصیفی است از آنچه عامل فکر می‌کند (یا به‌طور ضمنی ادعا می‌کند)، نه این‌که چیزها مستقل از دیدگاه عامل چگونه هستند. این شیوه استدلال نیز «ضروری» است، هم به این معنا که مقدمه اولیه آن از دیدگاه هر عاملی اجتناب‌ناپذیر است و هم به این معنا که مراحل بعدی اثبات از این مقدمه استنتاج می‌شود.
بنابراین گیورت معتقد است که هر عاملی باید PGC را به‌عنوان اصل حقوق بشر برای درد تناقض با خود بپذیرد، زیرا این اصل نتیجه گریزناپذیر توصیفات دیالکتیکی ضروری هر عامل از فعالیت خود است. مقدمه اولیه، که همه ما باید تا آن‌جایی که هر عملی را انجام می‌دهیم، بپذیریم، صرفاً «من X را برای هدف E انجام می‌دهم» است. همه کارگزاران تلویحاً این ادعا را می‌پذیرند تا آن‌جا که هر گونه اعمال داوطلبانه انجام می‌دهند؛ بنابراین آن‌ها باید آن را به‌دلیل مخالفت با فرض عامل بودنشان بپذیرند. گیورت معتقد است که یک عامل باید یک ارزش مثبت به E، از طریق معیارهایی که آن‌ها را برای دستیابی به E ترغیب می‌کند، قائل شود، در غیر این صورت در وهله اول انگیزه‌ای برای عمل وجود نخواهد داشت. از آن‌جا که یک عامل برای E ارزش قائل است، نتیجه آن این است که آن‌ها باید شرایط لازم برای دستیابی به E را ارزش‌گذاری کنند. گیورت ادعا می‌کند که این شرایط عبارتند از آزادی، که توانایی انتخاب اهداف است، و رفاه، که توانایی تحقق اهداف است. از آن‌جایی که یک عامل باید برای آزادی و رفاه خود ارزش قائل باشد، نتیجه این است که عامل‌ها حق ادعای آزادی و رفاه خود را دارند، زیرا این امر متقابل است که هم باید آزادی و رفاه داشته باشند و هم این‌که ممکن است نداشته باشند. با توجه به این‌که هر عاملی حق آزادی و رفاه دارد و عامل‌ها استدلال موازی را می‌پذیرند، و باید بپذیرند که سایر عامل‌ها نیز از این حقوق برخوردارند؛ بنابراین، عامل‌ها باید به آزادی و رفاه گیرندگان خود و همچنین به خود احترام بگذارند، زیرا هر دو گروه دارای حقوق عمومی هستند.
گیورت اذعان می‌کند که استدلال او PGC را فقط به‌صورت دیالکتیکی استوار می‌کند، با این وجود ادعا می‌کند که این اصل به‌صورت ضروری استقرار یافته‌است، زیرا هر و همه عوامل باید آن را به‌دلیل تناقض بپذیرند، و همچنین استدلال می‌کند که لازم نیست یک اصل اخلاقی را به‌صورت ادعایی ایجاد کنیم.
در سال ۱۹۹۱، فیلسوف دریک بیلولد، ضرورت دیالکتیکی اخلاق را منتشر کرد، که فرمول مجدد معتبری از استدلال گیورث بود، و شامل خلاصه‌ای از ایرادات منتشرشده قبلی و پاسخ‌های دقیق خود بیلولد از طرف گیویرت بود. در مورد استحکام نظریه گیورث بین فیلسوفان اتفاق نظر روشنی وجود ندارد. حداقل در ۳۰ سال گذشته، فیلسوفان ایرادهای متعددی به این نظریه ارائه کرده‌اند، اما با همه نقدها توسط گیورث و طرفدارانش مخالفت شده‌است. بحث در مورد ایده‌های گیورث ادامه دارد. روتلج در سال ۲۰۱۶ جلدی دربارهٔ نظریه اخلاقی گیورث منتشر کرد که توسط فیلسوف سوئدی پر باون ویرایش شده بود و شامل مشارکت‌های پانزده محقق بین‌المللی است.
استدلال گویرت شباهتی سطحی به نظریه‌های اخلاق گفتمانی یورگن هابرماس، کارل اتو آپل و دیگران دارد. شاگرد او راجر پیلون نسخه‌ای لیبرترین از نظریه گیورث را توسعه داده‌است.